# Epania javana
Epania javana là một loài bọ cánh cứng trong họ Cerambycidae.